# Juntos pelo Sim
Juntos pelo Sim (em catalão: Junts pel Sí, JxSí) foi uma coligação eleitoral da Catalunha. 
Formada em 2015, a coligação juntou diversos partidos políticos, defensores do independentismo catalão, como a Convergência Democrática da Catalunha e a Esquerda Republicana da Catalunha, além de diversas associações e movimentos cívicos, que defendem a independência da Catalunha. Além de partidos e movimentos, a coligação contou com o apoio de algumas celebridades catalãs, como o treinador Pep Guardiola ou o músico Lluís Llach, com ambos a fazerem partes das listas eleitorais da coligação
A coligação foi formada para concorrer às Eleições regionais na Catalunha em 2015, com o objectivo de concentrar o apoio pela causa independentista, de forma, a conseguir uma maioria parlamentar para declarar a independência da Catalunha.
Nas eleições, a coligação conquistou 62 lugares e, cerca de, 40% dos votos, um resultado considerado como fulcral pela coligação, no processo de independência catalã.

## Partidos membros
| Partido | Partido                           | Ideologia              | Espectro        | Deputados |
| ------- | --------------------------------- | ---------------------- | --------------- | --------- |
|         | Partido Democrático Catalão       | Liberalismo            | Centro          | 29 / 135  |
|         | Esquerda Republicana da Catalunha | Socialismo democrático | Centro-esquerda | 21 / 135  |
|         | Democratas da Catalunha           | Democracia cristã      | Centro-direita  | 3 / 135   |
|         | Movimento de Esquerda             | Social-democracia      | Centro-esquerda | 1 / 135   |
|         | Reagrupament                      | Republicanismo         | Centro          | 1 / 135   |

## Resultados eleitorais

### Eleições regionais da Catalunha
| Data | Votos     | %          | Deputados | Status  |
| ---- | --------- | ---------- | --------- | ------- |
| 2015 | 1 628 714 | 39,6 (1.º) | 62 / 135  | Governo |